# A. G. Street
Arthur George Street, né le 7 avril 1892 à Wilton dans le  Wiltshire et mort le 21 juillet 1966 à Salisbury, est un fermier, romancier et journaliste britannique qui publiait sous le nom de A. G. Street. Son livre le plus connu est Farmer's Glory qui raconte sa vie au Canada et son retour dans le Wiltshire.

## Biographie et œuvre
Fils d'un fermier du Wiltshire, Street naît à la ferme de Ditchampton à Wilton (Wiltshire), près de Salisbury, cinquième enfant d'une fratrie de six. Il suit ses études à la Dauntsey's School, où l'agriculture fait partie du programme, et quitte l'école en 1907 à l'âge de seize ans. Il apprend le métier d'agriculteur auprès de son père, plus tard il écrit : « Je n'ai pas effectué à vrai dire beaucoup de travail laborieux, mais mon père m'a fait faire chaque tâche de la ferme à un moment ou à un autre afin que je puisse, à partir de mes connaissances personnelles, être en mesure d'estimer si un homme travaillait bien ou mal à un moment donné. C'est beaucoup plus âgé que j'ai réalisé tout ce que j'avais appris au cours des premières années après avoir quitté l'école ».
Ensuite, Street a passé quelques années à travailler dans une ferme au Canada, et est arrivé à Winnipeg en 1910. Il y a appris une forme d'agriculture plus extensive que celle qu'il connaissait chez lui.
Avant tout agriculteur, Street a commencé à s'essayer à l'écriture pour compléter son revenu agricole sévèrement réduit par la baisse des prix due à la Grande Dépression agricole des années 1920 et 1930. Il continue son métier de fermier après être devenu un auteur populaire. Il décrit la vie rurale du sud de l'Angleterre sans l'idéaliser et son usage du dialecte renforce l'imagerie rurale qu'il dépeint. Ses livres sont des romans basés sur la vie des communautés rurales du Wiltshire et comprennent certains faits autobiographiques. Son livre Strawberry Roan est adapté au cinéma en 1945. Une étude de 2006 le distingue avec George Sturt, Adrian Bell, Henry Williamson, W. H. Hudson, H. J. Massingham, H. V. Morton, Constance Holme et Mary Webb.
Il a tenu pendant trente ans une chronique pour l'hebdomadaire le Farmers Weekly. Il a fait de nombreuses émissions radiophoniques par exemple pour l'émission The Brains Trust et d'autres émissions de la BBC. Il était membre de l'Empire Poetry League.
Pendant la Seconde Guerre mondiale, il sert dans la Home Guard, et il lui est arrivé une fois de participer à des recherches pour trouver un parachutiste allemand manquant.
Street a été le sujet d'une émission de radio par le poète Sean Street en 1994.

## Famille
La sœur de Street, Dorothea Street, est elle-aussi écrivaine, son livre pour enfants The Dog-Leg Garden ayant été publié en 1951. Son autre sœur, Fanny Street, est la fondatrice du Hillcroft College.
Sa fille Pamela Street, femme de lettres et poétesse, écrivit une biographie de Street, My Father A. G. Street (1969).

## Publications

### Ouvrages
- Farmer's Glory (1932), nouvelle édition chez Little Toller Books, 2017
- Strawberry Roan (1932)
- Country Days: a series of broadcast talks (1933)
- Land Everlasting (1934)
- Thinking Aloud (1934)
- The Endless Furrow (1934)
- Country Calendar (1935)
- To be a Farmers Boy (1935)
- The Gentlemen of The Party (1936)
- MoonRaking (1936)
- Farming England (1937)
- Already Walks To-Morrow (1938)
- Hedge Trimmings (1938)
- Farming - how to begin (1939)
- A Year of My Life (1939)
- A Crook in the Furrow (1940)
- Round the Year on a Farm (1941)
- Wessex Wins (1941)
- Harvest by Lamplight (1941)
- From Dusk to Dawn (1942)
- Hitler's Whistle (1943)
- Ditchampton Farm (1946)
- Holdfast (1946)
- England today in Pictures (1949)
- Landmarks (1949)
- In His own Country (1950)
- Wheat and Chaff (1950)
- Shameful Harvest (1952)
- Feather Bedding (1954)
- Kittle Cattle (1954)
- Master of None (1956)
- Sweetacres (1956)
- Bobby Bocker (1957)
- Coopers Crossing (1962)
- Fair Enough (1962), paru sous le nom de James Brian
- Fish and Chips (1964)
- Johnny Cowslip (1964)

### Autres écrits
- Essai in English Country: Fifteen Essays by Various Authors (1934, éd. H. J. Massingham, avec H.E. Bates, Edmund Blunden, W. H. Davies, Vita Sackville-West, et John Collier)
- Préface du livre de Dorothy Hartley The Countryman's England (1935)
- Essai dans Britain and the Beast (1937, avec J. M. Keynes, John Cecil Moore, E. M. Forster, Clough Williams-Ellis et H. J. Massingham)
- 'This Bloody Sport' in The London Mercury and Bookman (1938), pp. 139–143
- 'Farm Cottages and Post-War Farming' in Design for Britain (E. C. Fairchild 1942)
- 'Work and Wages: A Farmer's View', in New English Review, Vol. 12 (1946), pp. 241–249
- 'The Inner History of Camping' in A Book of Modern Prose (éd. Margaret Flower, 1951)